# Ramena
Ramena è una città e comune del Madagascar situata nel distretto di Antsiranana II, regione di Diana. 
La popolazione del comune rilevata nel censimento 2001 era pari a 3 790 unità.